# Eth Castèth de Taurinhan
Eth Castèth de Taurinhan (en francès Taurignan-Castet) és un municipi francès, situat a la regió d'Occitània, departament de l'Arieja.